# Conferencia Latinoamericana de Saneamiento
La Conferencia Latinoamericana de Saneamiento (Latinosan) es un evento realizado cada tres años, desde el 2007, con la finalidad de promover el acceso a servicios de saneamiento de calidad y sostenibles en América Latina y el Caribe.
El evento reúne a líderes políticos de países de la región, así como a expositores internacionales. Igualmente, cuenta con el apoyo de organismos internacionales como la Organización Panamericana de la Salud, el Banco Interamericano de Desarrollo, la Agencia Española de Cooperación, entre otros. La conferencia Latinosan también forma parte de las iniciativas para alcanzar el objetivo 6 de los Objetivos de Desarrollo Sostenible. 
La Conferencia ha tenido por sedes Colombia, Brasil, Panamá, Perú y Costa Rica.
El 1°, 2 y 3 de abril del 2019 se celebró la V Conferencia Latinosan en Costa Rica. Su programa incluyó la presentación del informe regional sobre la situación con respeto al agua potable y al saneamiento, el lanzamiento del Observatorio Latinoamericano de Agua y Saneamiento (OLAS) para reunir los avances en el acceso al agua potable y saneamiento en América Latina y la Declaratoria de San José, firmado por 19 ministros, viceministros y presidentes de instituciones de agua potable y saneamiento.

## V Conferencia Latinosan 2019
La V Conferencia Latinosan 2019 se celebró en Costa Rica el 1°, 2 y 3 de abril en el Centro Nacional de Convenciones con la participación de más de 1300 personas de más de 30 países de la región y de otras partes del mundo.
Durante el evento, que fue inaugurado por el presidente de la República, se presentaron informes de la situación en cada país en el acceso al agua y al saneamiento, un informe regional y se realizó el lanzamiento del Observatorio Latinoamericano de Agua y Saneamiento (OLAS). En un total de 35 sesiones técnicas se abordaron temas de políticas, institucionalización, financiamiento, tecnologías innovadoras, sistemas de gestión y el manejo de aguas residuales. Ejes transversales incluyeron los ODS, el cambio climático y el vínculo entre servicios de agua potable y saneamiento y la protección y rehabilitación de recursos hídricos.
En las dos reuniones preparatorias previas a la conferencia, participaron más de 15 delegaciones de países latinoamericanos. La actividad fue declarada de interés nacional y público por el Gobierno de Costa Rica.

## Ediciones anteriores
- Cali, Colombia, 2007.[14]
- Foz de Iguazú, Brasil, 2010.[15]
- Ciudad de Panamá, Panamá, 2013.[16]
- Lima, Perú, 2016.[17]
- San José, Costa Rica, 2019.